# Les Voyous (film, 1993)
Cet article concerne le film du même réalisateur. Pour le film de Carlos Saura, voir Les Voyous.
Pour plus de détails, voir Fiche technique et Distribution.
Les Voyous (titre original : ¡Dispara!) est un film franco-italo-espagnol réalisé par Carlos Saura, sorti en 1993.

## Synopsis
Anna est une artiste de cirque qui fait un numéro mêlant équitation et tir au pistolet. Lors d'un reportage, Marcos, un journaliste, la rencontre et ils passent la nuit ensemble. Plus tard, alors que Marcos est à Barcelone, Anna est violée après le spectacle par trois individus. Elle va chercher à les retrouver, munie de son arme. Marcos la suit à la trace.

## Fiche technique
- Titre original : ¡Dispara!
- Titre français : Les Voyous
- Titre anglais : Outrage! (titre lors de la sortie en vidéo)
- Réalisation : Carlos Saura
- Scénario : Carlos Saura, Enzo Monteleone
- Direction artistique : Rafael Palmero
- Décors : Ramón Moya
- Costumes : Stefania Carrani, María Carull
- Photographie : Javier Aguirresarobe
- Son : Alfonso Pino
- Montage : Juan Ignacio San Mateo
- Musique : Alberto Iglesias
- Production : Jaime Comas Gil, Galliano Juso
- Sociétés de production : 
  -  5 Films, Antena 3 Televisión, Arco Films, Canal+ España
  -  Canal+
  -  Metro Film
- Société de distribution : Ufilms
- Pays d’origine :  Espagne,  Italie,  France
- Langue originale : espagnol
- Format : couleur (Eastmancolor) — 35 mm — 2,35:1 (Panavision) —  son Dolby
- Genre  : thriller
- Durée : 115 minutes
- Date de sortie :
  - Espagne : 1er octobre 1993

## Distribution
- Francesca Neri : Anna
- Antonio Banderas : Marcos
- Eulalia Ramón (es) : Lali
- Coque Malla (es) : un des violeurs